# Géographie rurale
La géographie rurale, complément de la géographie agraire, est la science qui étudie l'organisation des paysages ruraux et de ses composantes. C'est avant tout une branche de la géographie.

## Présentation

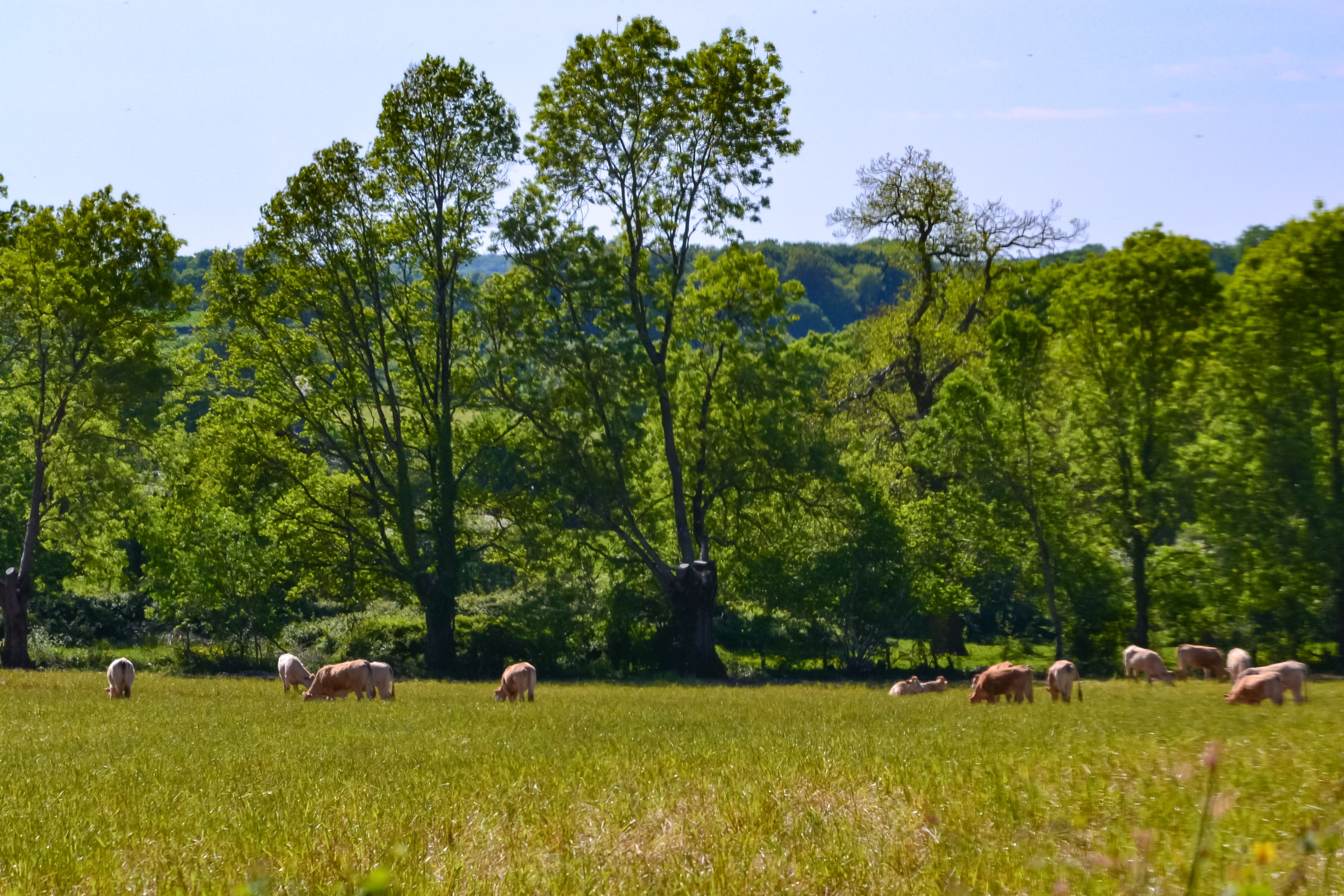
Paysage de bocage, où les champs sont cernés de haies bocagères

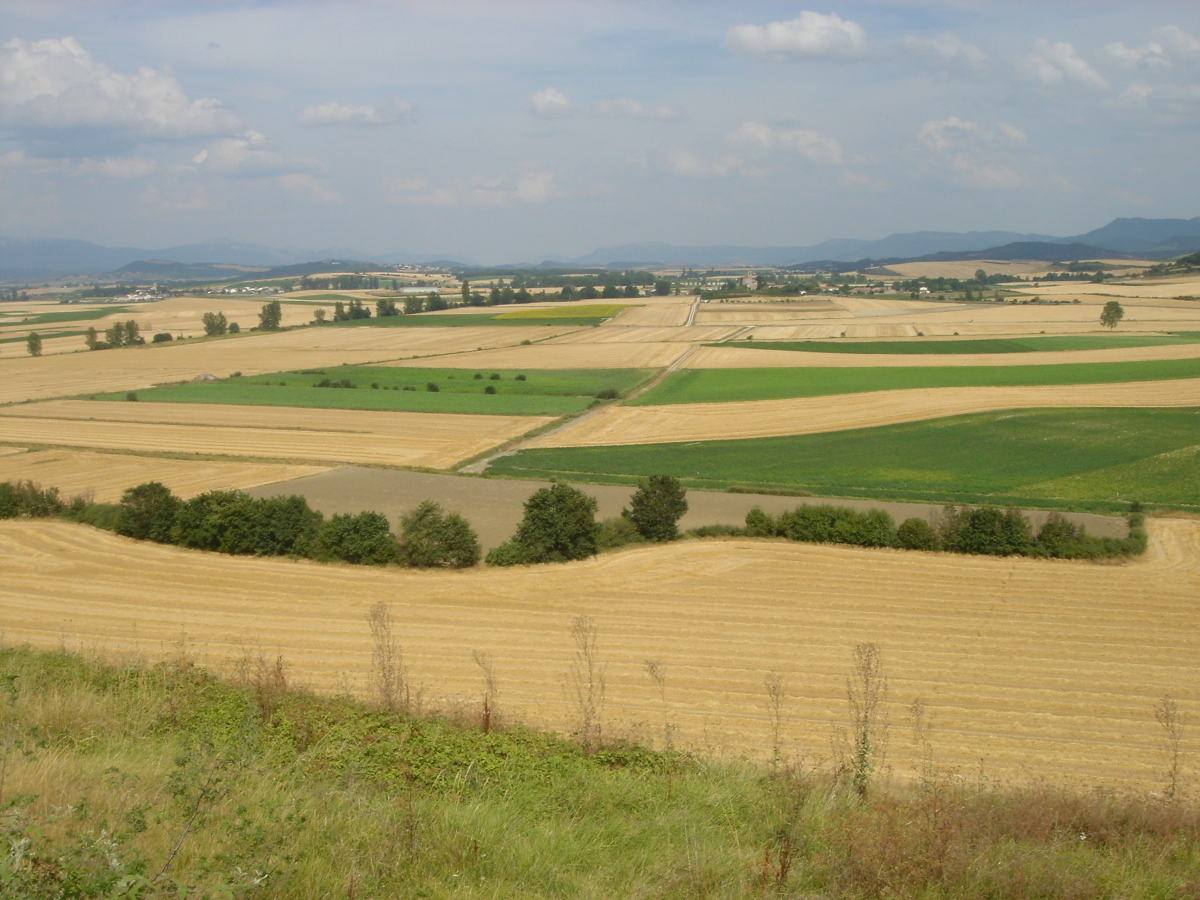
Paysage d'openfield aussi qualifiés de champs ouverts, avec des terres mises en commun

L’expression géographie rurale apparaît en 1922, dans les « Principes de géographie humaine » rédigés par Paul Vidal de la Blache, publiés par Emmanuel de Martonne. Le terme est repris dans la géographie humaine de Jean Brunhes en 1925. Puis, c'est après la Seconde Guerre mondiale que le domaine d'étude prend son essor avec l'ouvrage « Problèmes de géographie humaine » d’Albert Demangeon (1942), puis « Les fondements de la géographie humaine » de Maximilien Sorre (1948). Le thème s’étiole à la fin des années 1960.
La principale difficulté du champ d'étude, c'est de définir le mot rural. C'est ce concept qui est au cœur des thématiques abordées. Rural définit ce qui se trouve à la campagne, ce qui peut être un terrain agricole, une forêt ou bien une friche. Parfois, le mot rural désigne ce qui n'est pas l’urbain. L’espace rural est celui qui a été aménagé par les sociétés humaines. Les paysages ruraux, sont en premier, d'après René Lebeau, des paysages agraires. C’est l’œuvre des sociétés rurales qui se sont adaptées aux conditions naturelles, qui ont mis au point des méthodes d’organisation de l’espace pour le cultiver, d’où résulte un type d’habitat, une certaine forme de parcelles, un système de culture particulier.  C'est tout cet ensemble qui créé un paysage agraire qu'on qualifie souvent de paysage rural. 
Cependant, les géographes considèrent que le mot rural ne recouvre pas que ce qui concerne l'activité agricole. L’espace rural héberge en effet l’industrie, l’artisanat, le tourisme.  L’espace rural comprend les cultivateurs, mais aussi, les personnes exerçant des activités artisanales, commerçantes et de services, et les personnes qui vont travailler en ville. Ce qui induit dans l’espace rural, un nombre croissant d’activités urbaines ainsi que l’implantation de services urbains qui prennent de la place : les entrepôts et les supermarchés. En effet, l'espace rural est avant tout défini par l'espace disponible. Selon Max Derruau, la géographie rurale étudie les campagnes, où résident beaucoup d’habitants qui ne vivent pas du travail de la terre. Il utilise l’adjectif rural surtout pour qualifier l’habitat ou bien les activités non agricoles.  
L'expansion du mode de vie urbain dans les espaces ruraux, l'arrivée du tourisme et surtout le développement du phénomène résidentiel entraine l'apparition d'un nouveau qualificatif dans les années 1990. Les modes du vie sont alors désignés par le mot ruralité, néologisme du XXe siècle, pour désigner la vie à la campagne, le mode de vie, au sein duquel le contenu agraire se vide progressivement au profit de valeurs environnementales, patrimoniales, paysagères. Dans les années 1960, Lucien Gachon constate l'apparition de besoins nouveaux, liés à la société de loisirs et de consommation.  
La géographie rurale concerne des revues telles que Ruralia et Etudes rurales par exemple, des laboratoires de recherche du CNRS, de l'INRA, de l'ENGREF, ainsi que des pôles universitaires où l’espace rural est un objet d’étude. La thématique concerne également l’aménagement du territoire et les politiques publiques.

## Champs d'étude

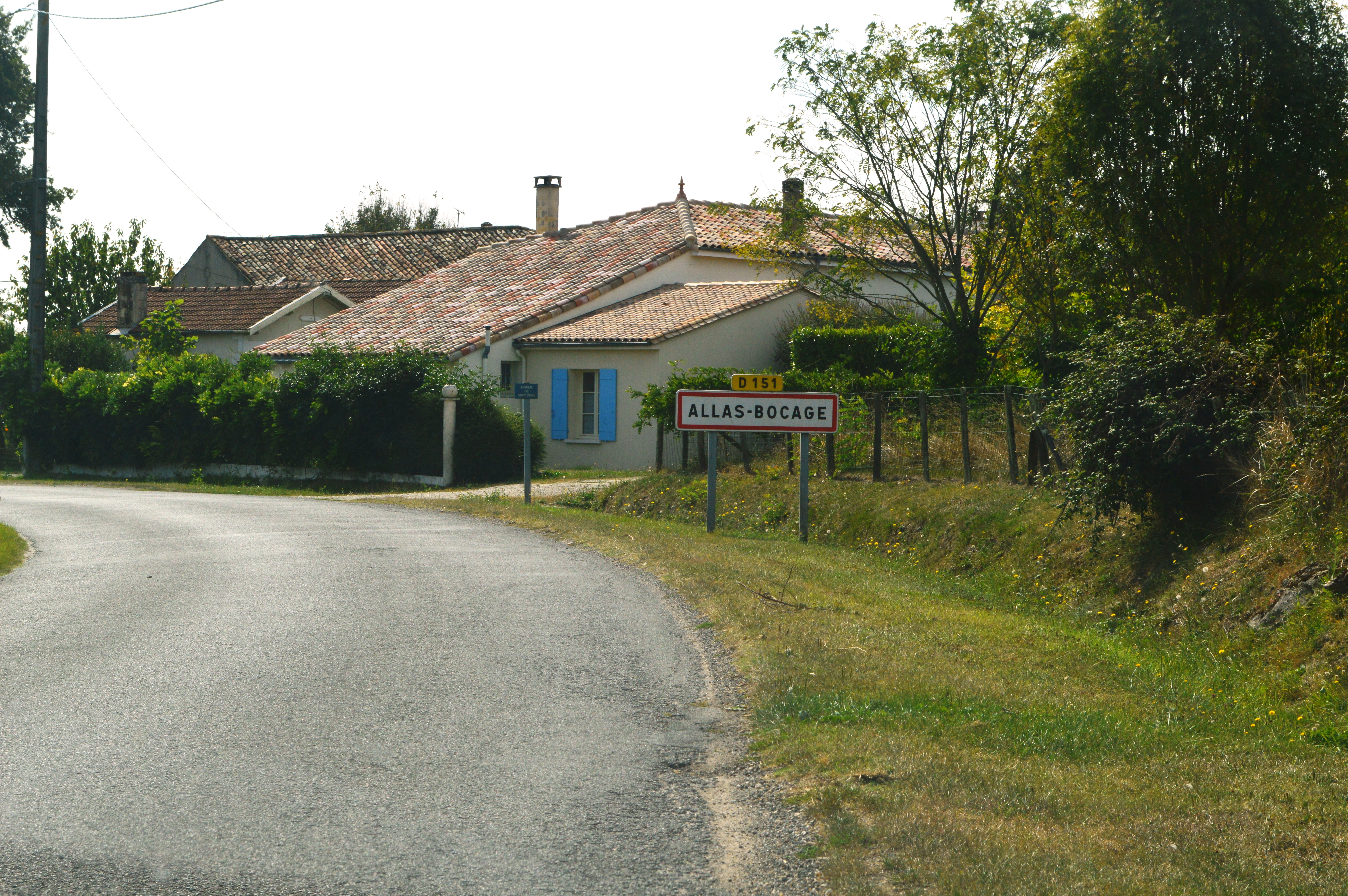
Entrée d'un village français

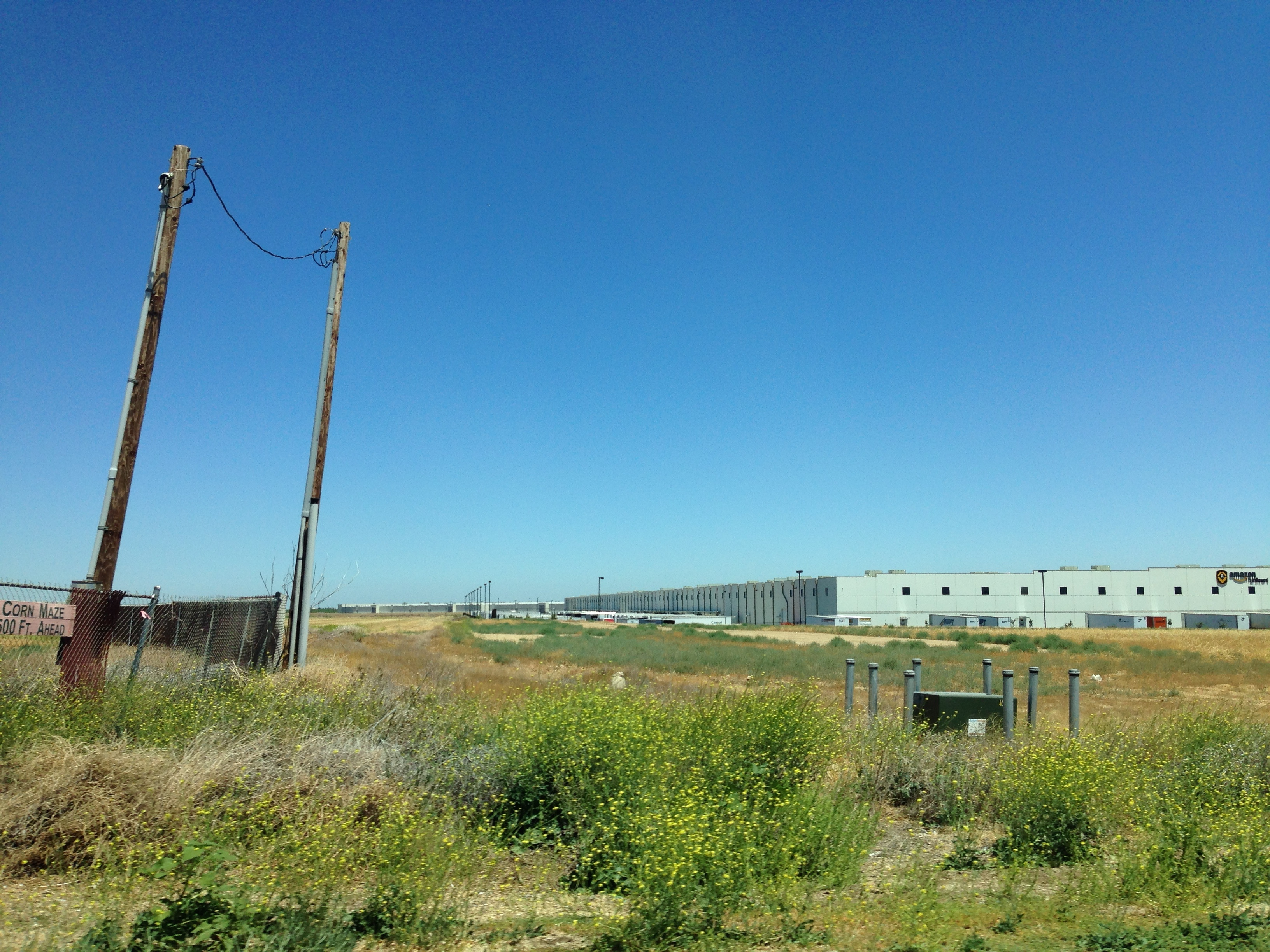
Exemple d'usage de l'espace rural : un entrepôt Amazon (Patterson, CA)

- le développement local des zones rurales
  - le plan local d'urbanisme, le plan d'occupation des sols...
- l'habitat en zone rurale et son organisation
  - le village, le village-rue, le Village-tas, l'habitat dispersé
- les paysages et les structures agraires
  - le bocage, l'openfield, le finage
- les différents types d'agricultures et de productions agricoles
  - la rotation culturale, la culture en terrasses, champ surélevé
- les activités rurales traditionnelles et de loisirs
  - la chasse, la pêche...
- les relations ville/campagne et ses phénomènes interrelationels 
  - la rurbanisation, l'exode rural...

Avec l'avènement des grands problèmes environnementaux, la géographie rurale a intégré dans ses problématiques la sauvegarde du patrimoine (bâti et culturel) ainsi que des notions d'écologie.